# Вечірній Кут
Вечі́рній Кут  — житловий масив розташований у Покровському районі Кривого Рогу. Частина сучасного території житломасиву Бажанове.

## Загальні відомості

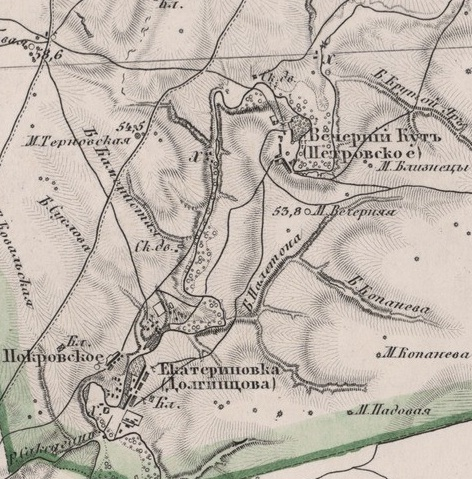
Вечірній Кут на карті ХІХ століття.

Вечірній Кут бере початок від села, яке виникло в середині XVIII століття на лівому березі р. Саксагань, поруч із Кизикирменським шляхом. Річка на цьому місці робить крутий поворот із заходу на північ, а потім знову на захід. Річка мала кілька бродів і мандрівники залишалися на ночівлю в надії вранці перебратися через р. Саксагань. Звідси й назва.
У 1903 р. існувало 87 дворів, де мешкало 568 осіб.

## Інфраструктура
- Стадіон шахтоуправління «Жовтневе»